# سرطان الجلد
هي السرطانات التي تنشأ من الجلد، بسبب نمو خلايا غير طبيعية لها القدرة على الغزو أو الانتشار إلى أجزاء أخرى من الجسم. وهي ثلاثة أنواع رئيسة: سرطان الخلايا القاعدية، سرطان الخلايا الحرشفية، والأورام الميلانينية. يطلق مصطلح السرطانات الجلدية غير الميلانينية على النوعين الأول والثاني معاً بالإضافة إلى بعض الأنواع الأخرى من سرطانات الجلد الأقل شيوعاً. ينمو سرطان الخلايا القاعدية ببطء، وله القدرة على إلحاق الضرر بالأنسجة المحيطة به، إلا أنه من غير المرجح أن ينتشر إلى مناطق بعيدة في الجسم أو أن يسبب الموت. غالباً ما يظهر هذا السرطان كمنطقة مرتفعة من الجلد غير مؤلمة، ممكن ان تكون لامعة مع أوعية دموية صغيرة تمر من فوقها، أو من الممكن أن يظهر كمنطقة مرتفعة من الجلد يصاحبها تقرح. بينما سرطان الخلايا الحرشفية؛ فهو أكثر قدرة على الانتشار في الجسم غالباً ما يظهر ككتلة صلبة، متقشرة من الأعلى، لكن من الممكن أيضاً أن يكوّن تقرح. أما الأورام الميلانينية فهي الأكثر عدائية بينهما إطلاقاً. من علاماته خالُ (منطقة غامقة من الجلد (شامة)) تغيرت بعض خصائصه من حجم، لون، أو شكل، أو أصبحت حوافه غير منتظمة، أو صار له أكثر من لون، أصبح ينزف أو يسبب الحكة.
إن أكثر من 90% من الحالات كانت بسبب التعرض لأشعة الشمس فوق البنفسجية إن هذا التعرض يزيد من خطر الإصابة بجميع أنواع سرطانات الجلد الثلاثة المذكورة سابقاً ولقد ازداد التعرض لهذه الأشعة بعد أن أصبحت طبقة الأوزون أكثر رقة. كما أن أَسِرَّة التسمير أصبحت مصدراً شائعاً آخر في هذه الأيام للتعرض لهذا النوع من الإشعاعات. إن التعرض لهذا النوع من الأشعة خلال مرحلة الطفولة يشكل خطراً كبيراً للإصابة بسرطان الخلايا القاعدية والأورام الميلانينية. بينما يعد مجموع التعرض الكامل لها بغض النظر عن المرحلة العمرية، خطراً أكثر أهمية للإصابة بسرطان الخلايا الحرشفية. تنشأ ما نسبته 20% إلى 30% من الأورام الميلانينية من الخِيلان (الشَّامات). إن الأشخاص ذو البشرة الفاتحة هم أكثر عرضة للإصابة من غيرهم بالإضافة إلى الأشخاص ذوي المناعة المنخفضة كنتيجة لتناولهم أدوية تعمل على إضعاف جهاز المناعة أو كالمصابين بمرض متلازمة نقص المناعة المكتسبة (الإيدز). يتم تشخيص المرض عن طريق أخذ الخزعة.
وُجد أن استخدام واقي الشمس لحجب الأشعة الشمسية، بالإضافة إلى التقليل من التعرض للأشعة فوق البنفسجية هي طرق فعالة لمنع الإصابة بالأورام الميلانينية وسرطانات الجلد الحرشفية. إلا أنه من غير الواضح إذا كان حجب الأشعة الشمسية باستخدام المراهم الواقية من الشمس له أي تأثير على خطر الإصابة بسرطانات الجلد القاعدية. إن الأورام غير الميلانينية عادةً ما تكون قابلة للشفاء التام. بشكل عام، تتم المعالجة إما بإزالتها جراحياً، أو كأقل شيوعاً عن طريق المعالجة بالأشعة أو عن طريق استخدام أدوية موضعية مثل: الفلورويوراسيل. قد تتضمن معالجة الأورام الميلانينية أكثر من علاج معاً، من جراحة، والعلاج الكيميائي، والعلاج بالأشعة، بالإضافة إلى المعالجة المستهدفة. أما عن هؤلاء الأشخاص الذين تمكن السرطان وانتشر إلى معظم المناطق في أجسادهم، فإن الرعاية المُلَطِّفة قد تحسن نوعية الحياة لهم وجودتها. تمتلك الأورام الميلانينة واحد من أعلى نسب معدل البقاء من بين السرطانات الأخرى، 85% من سكان الدولة المتحدة و 90% من سكان الولايات المتحدة صارعوا المرض وتمكنوا من العيش معه لأكثر من 5 سنوات.
على الصعيد العالمي، يعد سرطان الجلد واحد من أكثر أنواع السرطانات شيوعاً، حيث يشكل 40% على الأقل من حالات السرطان. ويعتبر أكثر شيوعاً بين الأشخاص ذوي البشرة فاتحة اللون. إن سرطان الخلايا غير الملانينية هو النوع الأكثر شيوعاً بين سرطانات الجلد الأخرى، حيث تسجل ما معدله 2-3 ملايين حالة لكل سنة على الأقل. يعتبر هذا الرقم قريباً جداً من النسبة الحقيقية لكن بالرغم من ذلك لا توجد إحصاءات كافية تفي بالغرض. يعد سرطان الخلايا غير الملانينية ما يقارب 80% من سرطانات الخلايا القاعدية، و 20% من سرطانات الخلايا الحرشفية من السرطانات التي من النادر ما تؤدي إلى الموت. في الولايات المتحدة الأمريكية كانت نسبة الحالات التي توفيت بسبب هذا النوع من السرطانات أقل من 0.1% من مجموع وفيات مرضى السرطان. ففي عام 2012 سجلت 232000 حالة ورم ميلانيني حول العالم، 55000 منهم ماتوا نتيجة لهذا السرطان. تمتلك أستراليا ونيوزيلندا النسب الأعلى للأورام الميلانينية بين البلدان الأخرى من العالم. أصبحت أنواع سرطان الجلد الثلاثة الرئيسة أكثر شيوعاً في ال 20 إلى 40 سنة الأخيرة، خاصة في بلاد القوقاز.

## التصنيف
يوجد ثلاثة أنواع رئيسة من سرطان الجلد: سرطلن الخلايا القاعدية، سرطان الخلايا الحرشفية، والأورام الميلانينية الخبيثة.
| السرطان                      | الوصف | صورة توضيحية |
| ---------------------------- | --- | ------------ |
| سرطان الخلايا القاعدية       | لاحظ الشفافية اللؤلؤية واللون اللحمي، الأوعية الدموية الصغيرة الموجودة على سطح البشرة، وجود التقرح في بعض الأحيان الذي يمكن أن يعد من الخصائص المميزة لهذا السرطان. المصطلح المفتاحي هنا هو الشفافية. |              |
| سرطان الخلايا الحرشفية       | من الشائع أن يظهر أحمر اللون، مُجَلَّب؛ أيْ مكسيٌّ بقشرة جافة صفراء اللون، أو لطخة متقشرة، أو نتوء أو تحدب. غالباً ما يكون ورم سريع النمو.                                                                    |              |
| اللأورام الميلانينية الخبيثة | المظهر الشائع لها هي منطقة من الجلد غير متماثلة، ذات حواف غير منتظمة، يوجد بها تنوع واختلاف في اللون، غالباً ما يكون قطرها أكثر من 6 مم.                                                               |              |

تظهر سرطانات الخلايا القاعدية في المناطق الأكثر عرضةً إلى أشعة الشمس، خاصةً في الوجه. من النادر أن تنتقل إلى أعضاء أخرى في الجسم والتسبب في الموت. يعالج هذا النوع من السرطانات بسهولة جراحياً أو باستخدام العلاج بالأشعة. يعد سرطان الخلايا الحرشفية شائعاً نوعاً ما إلا أنه ليس أكثر شيوعاً من سرطان الخلايا القاعدية، لكنه ينتقل إلى مناطق أخرى من الجسم بشكل أكبر منه. وبالرغم من ذلك، يعتبر معدل انتقاله قليلاً نوعاً ما، باستثناء حالات معينة، كحالات سرطان الخلايا الحرشفية التي تظهر في الشفاه، أو الأذن، أو في الأشخاص ذوو المناعة المنخفضة. أما الأورام الميلانينة هي الأقل حدوثاً بين الأنواع الثلاثة الشائعة لسرطان الجلد المذكورة سابقاً. غالباً ما تنتقل ومن الممكن جداً أن تؤدي إلى الموت بعد انتشارها في الجسم.
تتضمن سرطانات الجلد الأخرى الأقل شيوعاً: ساركومةٌ لِيفِيَّةٌ جِلْدِيَّةٌ حَدَبِيَّة، سرطان خلايا مِرْكل، كابوسي ساركومة، الوَرَمٌ الشائكِيٌّ المُتَقَرِّن، أورام الخَلاَيا المِغْزَلِيَّة، السَرَطانَات الزُهْمِيَّة، سرطان التَّكَيُّساتِ الدَّقيقَة للمُلْحَقاتِ الجِلْدِيَّةِ، مرض باجيت في الثدي، وَرَمٌ أَصْفَرُ لِيفِيّ لانموذجي، ساركومةٌ عَضَلِيَّةٌ مَلْسَاء، والساركومةٌ الوِعَائِيَّة.
تحمل كل من سرطانات الخلايا القاعدية، وسرطانات الخلايا الحرشفية طفرة من الأشعة فوق البنفسجسة (UV-signature) التي تشير إلى أن هذه السرطانات تحدث بسبب الأشعة فوق البنفسجية بيتا عن طريق إلحاق الضرر المباشر بالحمض النووي منقوص الأكسجين (DNA)، ولكن تحدث الأورام الميلانينة الخبيثة بشكل أساسي بسبب التعرض لأشعة ألفا فوق البنفسجية، التي تعمل على إلحاق الضرر غير المباشر للحمض النووي منقوص الأكسجين أو ما يعرف بال (DNA)، ينتج هذا الضرر بسبب ما يعرف بالجذور الحرة وأنواع الأكسجين التفاعلية. تشير الأبحاث إلى أنه ينتج عن امتصاص البشرة لثلاثة مكونات تركيبية لمستحضرات الواقية من الشمس مصاحبةً إياها تعرضها للأشعة فوق البنفسجية لمدة 60 دقيقة، زيادة في عدد الجذور الحرة الموجودة في البشرة، إذا تم استخدامها بكميات بسيطة جداً أو بشكل غير متكرر. بالرغم من ذلك، وجد الباحثون أن المستحضرات الواقية من الشمس الحديثة لا تحتوي في الغالب على هذه النوعية من المركبات، وعليه فإن عملية مزج المكونات الأخرى مع هذه المركبات تميل إلى جعل هذه المركبات باقية على سطح الجلد. وقالوا أيضاً أن إعادة التطبيق والاستخدام المتكرر لها يقلل من خطورة تكوين هذه الجذور الحرة.

## العلامات والأعراض المرضية
يوجد تنوع كبير في الأعراض المختلفة لسرطان البشرة، منها ما يتتضمن: وجود تغيرات في الجلد الذي لا يشفى من الجروح، وجود تقرحات في الجلد، تغيير في لون الجلد، بالإضافة إلى حدوث تغيير إما في الخيلان (جمع خال وهي الشامة أو الحسنة) الموجودة سابقاً، كأن تصبح حوافها أكثر خشونة وذات تضاريس أو أن يزيد حجم الخال.

### سرطان الخلايا القاعدية
يظهر سرطان الخلايا القاعدية على شكل جزء من الجلد مرتفع، ناعم الملمس، نتوء أو تحدب لؤلؤي اللون، في المناطق المعرضة لاشعة الشمس من البشرة، كالرأس، والرقبة، والأكتاف. في بعض الأحيان يمكن رؤية بعض الأوعية الدموية ويطلق على هذه الحالة؛ توسع الشعيرات الدموية، داخل الورم نفسه، عادةً ما يحدث تقشير مُجَلِّب، ونزيف في منتصف الورم. وفي معظم الأحيان يتم تشخيص هذه السرطنات بشكل خاطئ، على أنها قرحٌ لا يُشفى. يعتبر هذا النوع من سرطانات الجلد، السرطان الأقل ميتةً، ومع المواظبة على العلاج الصحيح يمكن الشفاء منه تماماً، بدون تكوّن ندبات في معظم الأحيان.

### سرطان الخلايا الحرشفية
غالباً ما يظهر هذا النوع من السرطان، كلطخة سميكة، حمراء اللون، متقشرة، في الجزء المتعرض للشمس من البشرة. بعضها يكون على شكل عقدة صلبة قليلاً ومتماسكة تكون على شكل قبة تسمى وَرَمٌ شَائكِيٌّ مُتَقَرِّن. من الممكن حدوث التقرحات أيضاً، إذا ترك هذا النوع من السرطانات من غير علاج، قد يؤدي ذلك إلى أن يصبح كتلة كبيرة الحجم. يعتبر سرطان الخلايا الحرشفية السرطان الجلدي الثاني الأكثر شيوعاً. يعتبر خطراً نوعاً ما، لكن ليس إلى الدرجة التي هي عليها الأورام الميلانينة الخبيثة.

### الأورام الميلانينة الخبيثة
تكون أغلب الاورام الميلانينية عادةً من مختلف درجات اللون البني إلى اللون الأسود، لكن هناك القليل منها ما يكون وردي اللون، أحمر أو لحمي، يطلق عليهم الأورام الميلانينية غير الميلانينية وتميل لأن تكون عدائية أكثر. تشمل العلامات التحذيرية للإصابة بالأورام الميلانينية الخبيثة أن يوجد تغيير في حجم أو شكل أو لون الخال (الشامة)، أو أن يتغير ارتفاعه عن مستوى الجلد. من العلامات الأخرى أيضاً هي ظهور خال جديد خلال مرحلة الرشد أو أن يكون الخال مؤلماً، يسبب الحكة، فيه تقرّح أو احمرار – احمرار فيه أو في من حوله. توجد كلمة تساعد على حفظ هذه العلامات تستخدم بشكل كبير وهي (ABCDE) حيث يدل:
حرف A: يشير إلى كلمة (Asymmetrical) وتعني غير متماثل.
حرف B: يشير إلى كلمة (Borders) وتعني الحواف، حيث تكون غير منتظمة يطلق على هذه العلامة اسم علامة ساحل مير (Coast of Maire sign).
حرف C: يشير إلى كلمة (Color) حيث يكون اللون متعدد ومتنوع.
حرف D: يشير إلى كلمة (Diameter) وتعني القطر، حيث يكون أكبر من 6 مم؛ أي بحجم ممحاة قلم رصاص.
حرف E: يشير إلى كلمة (Evolving) وتعني تطور أي جديد.

### أخرى
تعرّف خلايا مَرْكل السرطانية بإنها سرطانات تنمو بسرعة غالباً، حيث تكون على شكل منطقة من الجلد محمرة أو أرجوانية اللون، تسبب الألم عند الضغط عليها، أو ممكن أن تكون نتوء تغير لونه غير مؤلم أو لا يسبب الحكة. يمكن أن تُشخص بشكل خاطئ على أنها كيس أو نوع سرطان آخر.

## الأسباب
يعد التعرض لأشعة الشمس فوق البنفسجية السبب الأساسي لسرطان الجلد. تشمل الأسباب الأخرى التي تلعب دوراً في الإصابة بسرطان الجلد ما يلي:
- تدخين التبغ والسجائر.[25]
- الإصابة بعدوى فيروس ال HPV (فيروس الورم الحليمي البشري) التي تزيد من خطر الإصابة بسرطان الخلايا الحرشفية.[25]
- بعض المتلازمات الوراثية[25] مثل متلازمة الوَحْمَةٌ ميلانينيَّةُ الخلايا الخَلقية (congenital melanocytic nevi syndrome) التي تتسم بوجود الوحمة (الشامة أو عَلامَةٌ خِلْقِيَّةٌ على الجَسَد) ذات الحجم المختلف، حيث توجد إما منذ الولادة أو تظهر بعد 6 أشهر من الولادة. عندما تكون الوحمة أكبر من 20 مم (3/4") تكون عرضة بشكل أكبر لأن تتحول إلى خلايا سرطانية.
- الجروح المزمنة التي لا تشفى[25]، ويطلق عليها تقرحات Marjlons بالاعتماد على مظهرها، ومن الممكن أيضاً أن تتطور لتصبح سرطان خلايا حرشفية.
- الإشعاعات المؤيَّنة، المواد البيئية المسرطنة، الإشعاعات فوق البنفسجية الصناعية –كأسِّرة التسمير على سبيل المثال- التقدم بالعمر، أصحاب البشرة فاتحة اللون.[25] يعتقد أن أسِّرة التسمير هي السبب لحدوث مئات الآلاف من إصابات سرطان الخلايا القاعدية والحرشفية.[26] تعمل منظمة الصحة العالمية (WHO) على وضع مستخدمي تلك الأسرة الصناعية للتسمير ضمن قائمة الأشخاص الأكثر عرضة لخطر الإصابة بسرطان الجلد.[27]
- إن استخدام الأدوية المثبطة للمناعة يزيد من خطورة الإصابة بسرطان الجلد، من الإمثلة على تلك الأدوية: سايكلوسبورين أ (Cyclosporin A)، وهو دواء مثبط للكالسينورين (Calcineurin) يزيد من خطر الإصابة حوالي 200 مرة، بينما يزيد دواء يدعى الآزوثيوبرين (Azathioprine) الخطر إلى 60 مرة.[28]

## الفيسيولوجيا المرضية

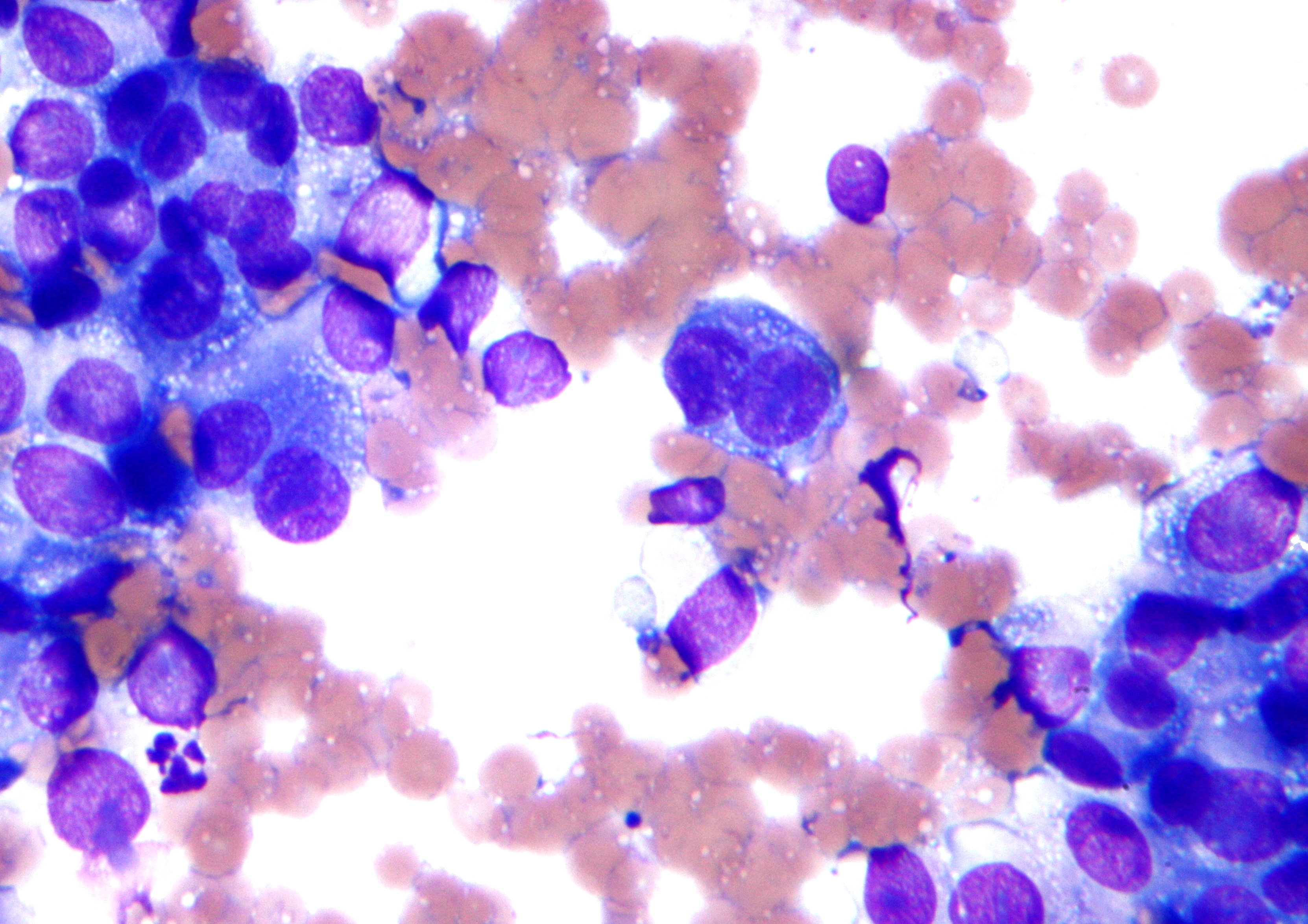
صورة مجهرية لورم ميلانيني. عينة FNA. صبغة الحقلField stain

يطلق مصطلح سرطان الخلايا الحرشفية على الورم الظِهاري الخبيث الذي ينشأ بشكل أساسي من طبقة البشرة من الجلد أو من الغشاء المخاطي الحرشفي أو من المناطق التي حدث بها حُؤول (Metaplasia) حرشفي.
بالعين المجردة، يكون الورم مرتفعاً، مُتَفاطِر، أو من المحتمل أن يكون به تقرحات مصاحبة بحواف غير منتظمة. أما مجهرياً، تكون خلايا الورم قد دمرت الغِشاءُ القاعِدِيّ وكونت صحائف أو كتل كثيفة لها القدرة على غزو النسيج الضام السفلي (طبقة الأدمة). تكون خلايا الورم في السرطانات المتمايزة بشكلٍ جيد متعددة الشكل، لا نموذجية، لكن بالرغم من ذلك تبقى شبيهة بخلايا القَرْنِيَّة الطبيعية الموجودة في طَبَقَةُ الخَلاَيا الشَّائِكَة (كبيرة، متعددة الأضلاع، مصاحبة لخلايا يُوزِيْنِيّة (وردية) السيتوبلازم، وافرة العدد، نواتها مركزية).
إن عملية التخلص منهم مشابهة لتلك التي تحدث في طبقة البشرة الطبيعية؛ بدايةً خلايا قاعدية غير ناضجة موجودة عند الحافة، ثم تصبح أكثر نضجاً وكلما زادت في النضج اقتربت إلى مركز الكتلة السرطانية.
تتحول خلايا الورم إلى خلايا حرشفية متقرنَّة، مكونةً بذلك عقد مدورة مصاحبةً إياها طبقات صفحائية مركزية تسمى «أعشاش خلوية» أو «لآلئ كيراتينية/ظِهارية». إن السدى المحيط يكون قليل ويحتوي على رشح التهابي (خلايا لمفاوية).تحتوي سرطانات الخلايا الحرشفية ضعيفة التمايز على خلايا متعددة الأشكال بشكل أكبر ولا يوجد بها تقرُّن.

## الوقاية
إن استخدام المستحضرات الواقية من أشعة الشمس فعال جداً، وموصى به لمنع حدوث الأورام الميلانينية and squamous-cell carcinoma. وسرطان الخلايا الحرشفية أما سرطان الخلايا القاعدية فلا توجد اثباتات علمية كافية تشير إلى مدى فعالية تلك المستحضرات في منع حدوثه. من الأدوات والأجهزة الأخرى المستخدمة لتقليل معدل سرطان الجلد ما يلي: تجنب حروق الشمس، ارتداء النظارات الشمسية والقبعات، محاولة تجنب التعرض لأشعة الشمس، أو تجنب التعرض لأشعتها في أوقات الذروة. توصي فرقة العمل الوقائي في الولايات المتحدة (The U.S. Preventive Services Task Force) الأشخاص ما بين 9-25 سنة بأن يتجنبوا التعرض للأشعة فوق البنفسجية.
يمكن تقليل خطر الإصابة بسرطان الجلد باتباع عدة إجراءات، ومنها: تقليل عمليات التسمير الداخلية، بالإضافة إلى تقليل التعرض لأشعة الشمس في وضح النهار، استخدام مستحضرات الواقية من الشمس بشكل أكثر بالإضافة إلى تجنب استخدام منتجات التبغ.
لا توجد دلائل علمية كافية تدين أو تدعم عملية الفحص الجمهوري عن سرطان الجلد. وُجد أن تناول الفيتامينات المدعمة ومضادات الأكسدة المكملة ليس لها أي تأثير في الوقاية من سرطان الجلد. أما الأدلة العلمية على وجود فائدة من اتباع نظام غذائي للتقليل من سرطان الجلد لا تزال أولية لايمكن البت بها.

## المعالجة
يعتمد علاج سرطان الجلد على نوعه، مكانه، عمر المصاب، وما إن كان السرطان أولياً أو نكسة، بالإضافة إلى أن المعالجة تُحدد بشكل رئيسي بالعتماد على النوع الدقيق لسرطان الجلد؛ فمثلاً سرطان الخلايا القاعدية صغير الحجم، إن أصاب شخص فتيَّ العمر، يكون العلاج الذي يحصِّل أعلى معدلات الشفاء في هذه الحالة هو جراحة موس (mohs surgery) أو ممكن أن يعالج باستخدام CCPDMA) complete circumferential peripheral and deep margin assessment) - أي تقييم الحافة العميقة والهامشية الكفافي الكامل- أما في حالة الشخص المتقدم في العمر، الهَرِم، الذي يعاني من مشاكل صحية معقدة وكثيرة، فإنه من الصعب إستئصال سرطان الخلايا القاعدية الموجود في أنفه، لذلك قد يلجأ للعلاج بالأشعة (معدل الشفاء أقل بقليل) أو لا يُتخد أي إجراء علاجي لتلك الحالة. قد يُوصف العلاج الكيميائي الموضعي لمعالجة سرطان الخلايا القاعدية السطحية كبيرة الحجم، لنتائج تجميلية أفضل، لكن قد يكون ذلك علاجاً غير كافي أن كان لمعالجة سرطان الخلايا القاعدية العقدي الغزوي، أو سرطانات الخلايا الحرشفية الغزوية. بشكل عام، تستجيب الأورام الميلانينة بشكل ضعيف سواء للعلاج بالأشعة أو العلاج الكيميائي.
إن استخدام كل ما سيلي ذكره (للمريض الذي يحمل مرضه معدل خطورة قليل)، يسهم في إعطاء القدرة على التحكم والسيطرة بشكل جيد على المرض، مثل: علاج الأشعة (العلاج بالإشعاع الخارجي  أومَعالَجَةٌ كَثَبِيَّة – وهو تعبير يستعمل في المعالجة الشعاعية التي تستخدم الأشعة المؤينة حيث يوضع المصدر الشعاعي على مسافة قصيرة من الجسم أو العضو المُعَالَج)، العلاج الكيميائي الموضعي (imiquimod or 5-fluorouracil) والمُعالَجَةٌ بالتبَريْد (تجميد السرطان)، ولكن معدل الشفاء الناتج عن استخدامهم قد يكون أقل من ذلك الناتج عن استخدام بعض أنواع الجراحة، إن طرق العلاج الأخرى كالعلاج المُتَقَوٍّ بالضَّوْء ، العلاج الكيميائي الموضعي، التَجْفيفٌ الكَهْرَبِيّ والكشط، قد يتم طرحها خلال جلسات النقاش العلاجية لسرطانات الخلايا القاعدية والحرشفية.
جراحة موس بالتصوير المجهري (Mohs' micrographic surgery) هي تقنية علاجية تستخدم لإزالة السرطان وأقل كمية ممكنة من الأنسجة المحيطة به، والتأكد مما إن كانت خالية من أي خلايا ورم فيها، تقدم هذه الخطوات الفرصة لإزالة أقل ما يمكن من الأنسجة، للحصول على أفضل نتائج تجميلية ممكنة ومرغوبة.إن لهذا الأمر أهمية كبيرة خاصة في مناطق الجلد التي تكون فيها الكمية الممكن استئصالها محدودة، كتلك التي تكون في الوجه على سبيل المثال. ولكن تبقى معدلات الشفاء متساوية للاستئصالات الواسعة. يتطلب تطبيق هذه التقنية تدريباً خاصاً. تعتبر CCPDMA وسيلة علاجية بديلة لجراحة موس وممكن تطبيقها من قبل اختصاصي علم امراض الذي لا يحمل أي خبرة بكيفية القيام بجراحة موس.
في الحالات التي يكون فيها المرض قد انتقل، بعض الإجراءات الأخرى أو العلاج الكيميائي قد يكون مطلوباً.
يشمل علاج الأورام الميلانينية النقيلية (المنتشرة)على: أدوية علاج مناعي حيوية؛ Ipilimumab, Pembrolizumab, و Nivolumab; BRAF inhibitors مثل: Vemurafenib، و dabrafenibبلاضافة إلى MEK inhibitor: Trametinib 

### إعادة الهيكلة والترميم
يعد الاستئصال الجراحي اليوم هو الأكثر شيوعاً لسرطانات الجلد. تهدف الجراحة الترميمية إلى إعادة المظهر والوظيفة الطبيعيين للجلد. يتم اختيار التقنية التي سيتم استخدامها في عملية الترميم والإصلاح بناءاً على حجم ومكان العلة والخلل. بشكل عام، تعد عمليتي الاستئصال والترميم لسرطانات الجلد الناشئة في الوجه تحدٍ أكبر، لوجود العديد من التراكيب التشريحية والوظيفية الظاهرة بشكلٍ جلي في الوجه.
عندما يكون الخلل أو العيب في الجلد صغير الحجم، يمكن تصحيحه وترميمه بوساطة عملية تقويم بسيطة عندما تكون حواف الجلد قد قُطِّبَت بحيث تكون أقرب ما يمكن إلى بعضها البعض. ينتج عن ذلك ندبة على شكل خطّيّ، أما إن تمت عملية التقطيب هذه على طول الثنيات الطبيعية في الجلد أو على خطوط التجاعيد، في هذه الحالات يصعب علينا رؤية الندبة الناتجة من القطب. قد تتطلب عملية ترميم العيوب الأكبر حجم استخدام تقنية أخرى كترقيع الجلد (Skin Graft)، تسديل الجلد المحلي (Local Skin Flap)، تسديل الجلد المُعَنَّق (Pedicled Skin Flap)، أو التسديل الحر ذو الاوعية الدقيقة (Microvascular Free Flap). تعد عمليتي ترقيع الجلد وتسَديل الجِلْدِ المحلي أكثر شيوعاً من الخيارات المطروحة الأخرى.
تعرف عملية ترقيع الجلد بأنها تغطية الجزء المُعاب من الجلد بجلد آخر سليم تم أخذه من مكان آخر من الجسم، بعدها يتم تقطيب الرقعة الجلدية الجديدة مع حواف وحدود الجزء المعاب من الجلد، ثم يوضع الضماد عليها لمدة 7-10 أيام، وذلك لمنع تحريك الرقعة من مكانها خلال عماية الشفاء. يوجد نوعين من ترقيع الجلد؛ ذو سماكة كاملة أو سماكة منشطرة، يتم حلق طبقة من الجلد من منطقة البطن أو الفخذ عند استخدام النوع ذو السماكة المنشطرة. يعود الجلد الذي أخذت منه الرقعة إلى الشفاء والنمو من جديد خلال أسبوعين تقريباً. بينما يزال جزء كامل من الجلد ويتم تقطيبها في المكان المستقبل بشكل محكم عند إجراء عملية الترقيع ذات السماكة الكاملة 
يمكن استخدام ترقيع الجلد ذي السماكة المنشطرة لترميم العيوب الجلدية كبيرة الحجم، ولكن من ناحية المظهر الجمالي، فالنتائج لا تكون جيدة. بينما يعطي ترقيع الجلد ذي السماكة الكاملة نتائج تجميلية مقبولة بشكل أكبر، لكن لا يمكن استخدامه إلا في حالات العيوب الصغيرة إلى متوسطة الحجم.
أما السديلة الجلدية المحلية فهي طريقة يتم بها إغلاق العيب بنسيج يشبهه تماماً من ناحية اللون والنوعية. يتم إزالة الجلد من حواف الجلد المعاب ووضعه بالمكان المعاب ليحل محله. يمكن تصميم أشكال عديدة ومتنوعة من السديلة بهدف تقليل التخريب في الانسجة المحيطة به بالإضافة إلى الحصول على أعلى نتائج تجميلية مرغوبة ممكنة من عملية الترميم هذه. تعرف السديلة الجلدية المعنَّقة بأنها طريقة ينقل بها الجلد مع إمدادات دموية سليمة من مكان قريب من الجسم. من الأمثلة على هذا النوع من الترميم: سديلة الجبهة المعنَّقة لتصحيح العيوب الجلدية الكبيرة الموجودة في الأنف. عندما تتطور السديلة ليصبح لها مصدر من الإمدادات الدموية الذي يكوّن فِراش جديد له، حينها فقط يمكن إزالة العُنَيْقة الوعائية.

## توقعات سير المرض
تقدر نسبة الوفيات من سرطانات الجلد القاعدية والحرشفية بـ 0.3%، مسببة موت 2000 شخص في كل عام في الولايات المتحدة الأمريكية. مقارنةً بما تسببه الأورام الميلانينة الخبيثة من وفيات تقدر بـ 15-20% أي ما يعادل 6500 حالة وفاة لكل سنة.: 29,31 بالرغم من أن الأورام الميلانينة الخبيثة هي أقل شيوعاً منهما إلا أنها مسؤولة عن 75% من وفيات سرطانات الجلد جميعها 

## الوبائيات
| لا بيانات <0.7 0.7–1.4 1.4–2.1 2.1–2.8 2.8–3.5 3.5–4.2 | 4.2–4.9 4.9–5.6 5.6–6.3 6.3–7 7–7.7 >7.7 |

الوفيات من سرطان الأورام الميلانية وسرطانات الجلد الأخرى لكل 100000 شخص عام 2004 حسب العمر
لا بيانات
<0.7
0.7–1.4
1.4–2.1
2.1–2.8
2.8–3.5
3.5–4.2
4.2–4.9
4.9–5.6
5.6–6.3
6.3–7
7–7.7
>7.7

يسبب سرطان الجلد وفاة 80000 شخص في السنة كما حدث في عام 2010، كانت وفاة 49000 منهم بسبب سرطانات الأورام الميلانينية و31000 منهم ماتوا بسبب السرطانات غير الميلانينية. زاد معدل الوفيات عن عام 1990 حيث كانت 510000 وفاة.
في عام 2008 تم تشخيص 59659 شخص في الولايات المتحدة الأمريكية بأنهم مصابون بسرطان الأورام الميلانينية الخبيثة. مات منهم 8623 شخص. في أستراليا يتم الإبلاغ ما يزيد عن 12500 حالة جديدة من الأوورام الميلانينية كل عام، يموت منهم أكثر من 1500 شخص بسبب هذا المرض، تمتلك أستراليا أعلى نسب حدوث حالات جديدة من الأورام الميلانينية الخبيثة لكل فرد مقارنةً بدول العالم الأخرى.
يُشخص أكثر من 3.5 مليون حالة سرطان جلد سنوياً في الولايات المتحدة، جاعلةً سرطان الجلد السرطان الأكثر شيوعاً فيها. بالاعتماد على مؤسسة سرطان الجلد (Skin Cancer Foundation)، واحد من كل 5 خمسة أمريكيين سيصاب بسرطان الجلد في مرحلة ما من حياتهم. أكثر نوع شائع لسرطان الجلد هو سرطان الخلايا القاعدية يليه سرطان الخلايا الحرشفية. بالرغم من انحدار معدل تسجيل حالات جديدة للعديد من السرطانات بشكل عام في الولايات المتحدة، إلا أن معدل الحالات الجديدة التي يتم تسجيلها لا زالت في ازدياد؛ ما يقارب 68729 حالة تم تشخيصها عام 2004 بناءً على تقارير المعهد الوطني للسرطان. (National Cancer Institute).
يعد السرطان الجلدي – سرطان الأورام الميلانينية الخبيثة – السرطان الخامس الأكثر شيوعاً في الدولة المتحدة – إنجلترا – (حوالي 13300 شخص شُخصوا بإصابتهم بسرطان الخلايا الميلانينة الخبيث عام 2011). يعتبر هذا السرطان مسؤول عن وفاة ما يقارب 1% من مجموع وفيات مرض السرطان (ما يقارب 2100 شخص ماتوا عام 2012م).
يعتمد معدل النجاة والبقاء على قيد الحياة للأشخاص المصابيين بالأورام الميلانينية الخبيثة على وقت البدء بالعلاج. عندما يُشخص السرطان بمراحله الأولى، يكون معدل الشفاء عالي جداً وذلك لسهولة إزالته جراحياً. بينما تكون توقعات سير المرض ومصيره أقل تبشيراً عندما يكون الورم قد انتشر إلى مناطق أخرى من الجسم 
يوجد في أستراليا ونيوزلاند أعلى معدلات حدوث حالات جديدة لسرطان الجلد حول العالم. ما يقارب أربعة أضعاف تلك التي تحدث في الولايات المتحدة الأمريكية والدولة المتحدة وكندا. يستقبل حوالي 434000 شخص العلاج لسرطانات الجلد غير الميلانيية ويتعالج 10300 شخص من الاورام الميلانينية الخبيثة. تعد الأورام الميلانيينة الخبيثة السرطانات الأكثر شيوعاً بين الأشخاص ذوي الأعمار 15-40 سنة في كلا البلدين. إن معدل حدوث حالات جديدة السنوي لسرطانات الجلد في ازدياد. في عام 1995م كان هناك 77.7 حالة لكل 100000 شخص لكل سنة من بين سكان دولة أوكلاند في أوروبا، وقد تم التنبؤ بازدياد عدد هذه الحلات في القرن الحادي والعشرين وذلك بسبب ما يعرف ب «تأثير استنفاد طبقة الأوزون المحلي وفارق الزمن من التعرض لأشعة الشمس إلى نمو الاورام الملانينية».

## اقرأ أيضا
- سرطان